# 新亞歷山德里夫卡 (新烏克蘭卡區)
48°21′18″N 31°29′15″E / 48.35500°N 31.48750°E
新亞歷山德里夫卡（烏克蘭語：Новоолександрівка），是烏克蘭中部的村莊，隸屬基洛夫格勒州的新烏克蘭卡區。該村海拔高度138米，2001年人口545，96%居民使用烏克蘭語。